# 아이소인돌
아이소인돌(영어: isoindole)은 벤젠 고리와 피롤 고리가 융합된 두 개의 고리 구조를 특징으로 하는 분자식이 C8H7N인 헤테로고리 화합물이다. 아이소인돌은 인돌의 이성질체이다. 아이소인돌의 환원형은 아이소인돌린이다. 모체인 아이소인돌은 기술 문헌에 드물게 등장하지만, 치환된 유도체들은 상업적으로 유용하며 자연적으로 생성된다. 아이소인돌 단위체는 염료의 중요한 계열인 프탈로사이아닌에서 생성될 수 있다. 아이소인돌을 함유하고 있는 일부 알칼로이드가 분리되고 특징지어졌다.

## 합성
아이소인돌은 N-치환된 아이소인돌린의 급속 진공 열분해에 의해 제조된다. 취급하기 쉬운 N-치환된 아이소인돌은 아이소인돌린-N-옥사이드의 탈수에 의해 제조될 수 있다. 또한 이들은 자일릴렌 다이브로마이드(C6H4(CH2Br)2)로부터 출발하는 무수한 다른 방법들에 의해 생성될 수 있다.

## 2H-아이소인돌의 구조 및 호변이성질화
인돌과 달리 아이소인돌은 C-C 결합 길이에서 현저한 교대를 나타내며, 이는 뷰타다이엔에 융합된 피롤 유도체로서의 설명과 일치한다.
용액에서 2H-아이소인돌 호변이성질체가 우세하다. 2H-아이소인돌은 단순 이민보다 피롤과 비슷하다. 2H-아이소인돌이 우세한 정도는 용매에 의존하고 치환된 아이소인돌의 치환기에 따라 달라질 수 있다.
|  |

N-치환된 아이소인돌은 호변이성질화되지 않기 때문에 연구하기가 더 간단하다.

## 아이소인돌-1,3-다이온 및 관련 유도체
상업적으로 중요한 프탈이미드는 헤테로고리에 2개의 카보닐기를 가지고 있는 아이소인돌-1,3-다이온이다.

아이소인돌린 유도체
색소 황색 139, 일반적인 고품질 안료.
색소 황색 185, 일반적인 고품질 안료.
구리 프탈로사이아닌, 가장 널리 보급된 합성 안료 중 하나.

## 같이 보기
- 아이소인돌린
- 아이소인덴: 질소가 메틸렌기로 치환됨.